# Бомбашки процес (филм)
„Бомбашки процес” је југословенски ТВ филм из 1978. године. Режирао га је Бранко Иванда, а сценарио је написао Милан Мирић
Филм се састоји из два дела. Први део се бави револуционарном активношћу у Загребу, током 1927. и 1928. године, као и Брозовим учешћем у тим догађајима, док се други део бави самим Бомбашким процесом.

## Улоге
| Глумац               | Улога            |
| -------------------- | ---------------- |
| Раде Шербеџија       | Јосип Броз Тито  |
| Миљенко Брлечић      | Студент мењшевик |
| Вања Драх            |                  |
| Влатко Дулић         | Иво Политео      |
| Шпиро Губерина       | Ћесар            |
| Изет Хајдархоџић     | Бедековић        |
| Љубо Капор           | Копривњак        |
| Свен Ласта           | Томић            |
| Јадранка Матковић    | Девојка          |
| Драго Мештровић      | Миловановић      |
| Борис Михољевић      | Брејер           |
| Мустафа Надаревић    | Вангард          |
| Жарко Поточњак       | Божићковић       |
| Божидар Смиљанић     | Римај            |
| Круно Валентић       | Штефуљ           |
| Костадинка Велковска | Ева Копривњак    |